# 博望区
博望區原称博望新区，是安徽省马鞍山市设立的市辖区。管辖当涂县博望、丹阳和新市三个乡镇。区域总面积为379.96平方公里。
2012年9月5日，根据《国务院关于同意安徽省调整马鞍山市部分行政区划的批复》（国函〔2012〕103号)，安徽省人民政府正式通知成立马鞍山市博望区。

## 行政区划
博望区下辖3个镇：
博望镇、丹阳镇和新市镇。

## 人口
根据(安徽省)马鞍山市第七次全国人口普查公报显示：博望区常住人口为158483人，男性占比52.64%，女性占比47.36%，年龄结构中0-14岁占比16.65%，15-59岁占比61.86%，60岁以上占比21.48%，65岁以上占比17.41%。

## 江宁博望一体化示范区
该示范区于2019年由江宁区、博望区签订共建框架协议，11月正式揭牌，合署办公，于2020年5月发布工作计划《2020年宁马跨界一体化发展示范区工作计划》，同月博望区政府发布了江宁博望一体化发展示范区位图，该图有南京S1延伸线延伸马鞍山南站路径博望区和江宁区交界的丹阳示范区站。

## 交通
2019年博望区到溧水石湫公交开通。

### 马鞍山至博望线
12月，文汇报报道马鞍山至博望线积极争取纳入国家相关规划。